# Історія лесбійства

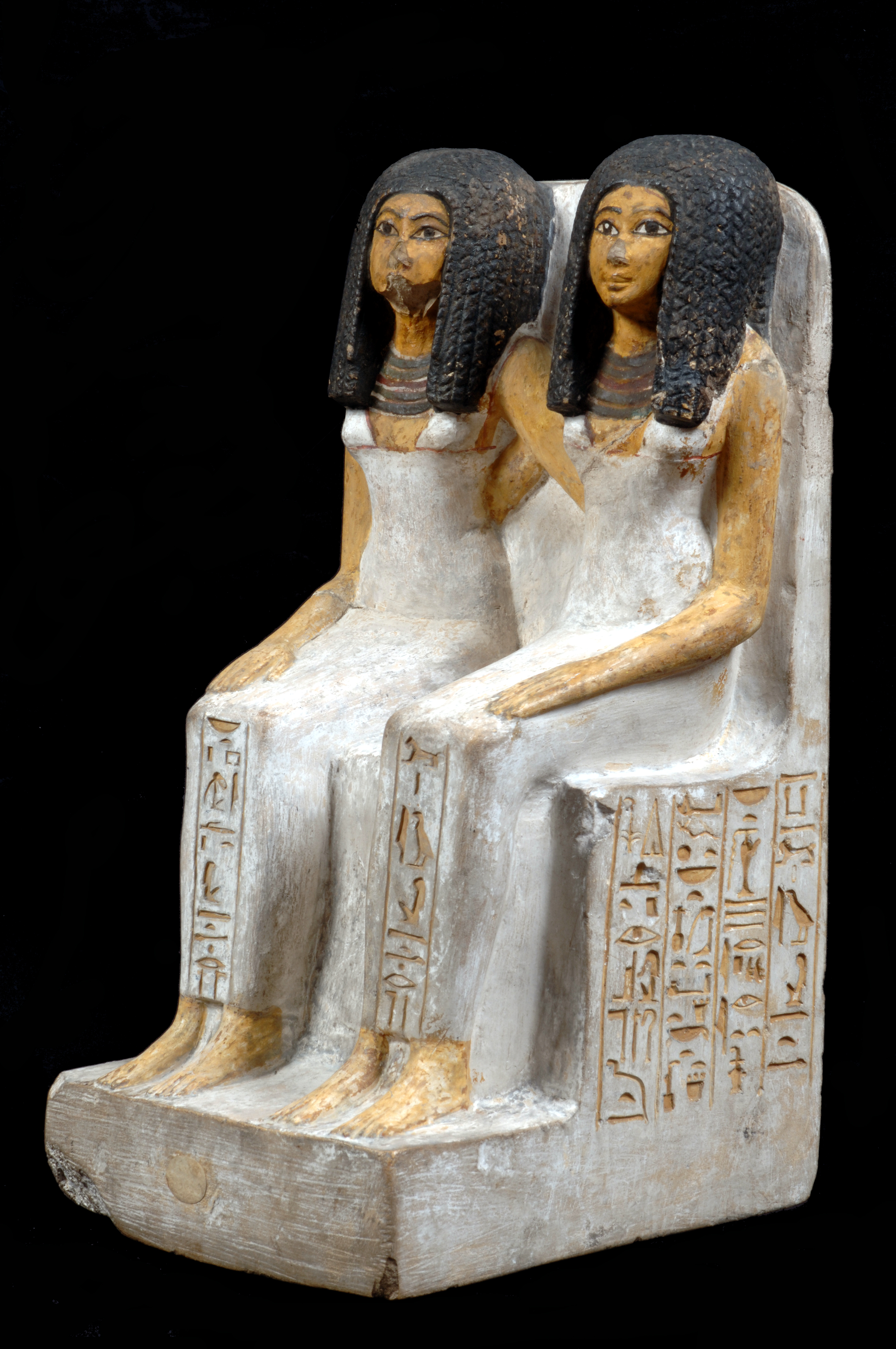
Статуя Ідет і Рую, зображена у формі, характерній для сімейних пар, Музей Егіціо

Сексуальний та романтичний потяг та стосунки між жінками існують від початку людства і спостерігаються навіть у тваринному світі (між самицями). Проте внаслідок андроцентризму науки та лесбійського стирання в історичних джерелах набагато менше згадок про лесбійство, ніж про чоловічу гомосексуальність, описану детальніше та відвертіше. В 21 сторіччі лесбійські активістки продовжують боротись за видимість та включеність у життя суспільства.
Жіноча сексуальність недостатньо представлена в текстах і документах. Донедавна багато з того, що було задокументовано про неї, писали чоловіки в контексті чоловічого розуміння та в стосунку до чоловіків, наприклад, як їхніх дружин, дочок або матерів. Часто мистецькі репрезентації жіночої сексуальності пропонують тенденції чи ідеї широкого масштабу, даючи історикам підказки щодо того, наскільки поширеними чи прийнятими були еротичні стосунки між жінками.

Проте різні значення слова «лесбійка» з початку ХХ-го століття спонукали до перегляду історичних стосунків між жінками до того, як широке використання цього слова визначалося еротичними схильностями. За твердженням лесбійських феміністок, сексуальна складова була непотрібною, щоб визнати себе лесбійкою, якщо основні і найближчі стосунки були з жінками. Були часи, коли кохання та секс були окремими та непов’язаними поняттями. У 1989 році академічна когорта під назвою Lesbian History Group написала:
Через небажання суспільства визнати, що лесбійки існують, очікується високий ступінь впевненості, перш ніж історикам або біографам дозволять використовувати це слово. Доказів, яких було б достатньо в будь-якій іншій ситуації, тут недостатньо... Жінка, яка ніколи не вступала в шлюб, яка жила з іншою жінкою, чиї друзі були переважно жінками, або яка спілкувалася у відомих лесбійських чи змішаних гомосексуальних колах, цілком могла бути лесбійкою. ... Але такий вид доказів не є «доказом». Наші критики хочуть незаперечних доказів сексуальної активності між жінками. Це майже неможливо знайти.

## Стародавня Месопотамія
У Кодексі Хаммурапі (прибл. 1700 р. до н. е.) згадується термін Sal-zikrum, що перекладається як «чоловік-жінка», стосовно жінок, яким було дозволено одружуватися з іншими жінками і отримувати у спадок таку ж суму, що і їхні брати. Інший термін Sal-nu-bar стосувався жінок, яким дозволялось вступити в шлюб, але заборонено мати дітей, тому вони привозили з собою інших жінок, щоб народити дітей; проте вони могли мати власних дітей, яких мали зберігати в таємниці або виганяти, як це зробила мати Саргона Аккадського. Старий ассирійський текст вказував, що дві жінки, які могли бути двома вдовами померлого батька, уклали договір про заручення своєї «дочки».

## Стародавній Китай
У поезії та літературі Стародавнього Китаю є згадки про лесбійські стосунки, хоча в описах відсутні подробиці, наявні в текстах про чоловічу гомосексуальність. На базі дослідження еротичних поем, якими обмінювалися японки Періоду Хейан, антропологиня Ліза Далбі (англ. Liza Dalby) висновує, що лесбійські взаємини були звичайні та соціально прийнятні в цій культурі. Літературні джерела згадують про сексуальні стосунки між одалісками гаремів, хоча іноді за це належало покарання.

## Стародавній Єгипет
Гомосексуальність у стародавньому Єгипті була присутня серед жінок: в книзі Сну Carlsberg papyrus XIII зазначається: «Якщо жінка мріє про те, щоб інша жінка мала зносини з нею, вона прийде до поганого кінця». Однак, жінки під час Нового царства насолоджувались невимушеною та інтимною атмосферою, коли компанія інших служниць була мало одягненою чи оголеною.

## Стародавня Греція
У гомосоціальному древньогрецькому середовищі, де жінок і чоловіків відокремлювали, еротичні та сексуальні стосунки між чоловіками були поширеними і визнаними. Хоча про гомосексуальні стосунки між жінками задокументовано дуже мало, є припущення, що вони подібно існували між жінками та дівчатами. Проте свідчення про лесбійство у давньогрецькому світі обмежені, і воно майже не згадується в грецькій літературі. Більшість збережених джерел класичного періоду походять з Афін, і вони без винятку написані чоловіками. Серед грецьких чоловіків дискутування жіночої гомосексуальності, схоже, було табу. Кеннет Довер припускає, що через роль фалоса в давньогрецькій андроцентричній концепції сексуальності сексуальні практики між жінками не були чітко визначені як сексуальність чи окрема категорія.
Прагну тільки померти я...

У хвилину прощання, ридаючи,

Говорила вона мені:

"Сапфо, бідні з тобою ми!

Ні, не можу тебе я покинути!"

Я ж тоді відказала їй:

"Мила, їдь собі з радістю,

Лиш мене не забудь, пригадай лише,

Що була мені люба ти,

Не забудь і того, що нам

Довелося зазнати прекрасного.

Як колись запашні вінки

І з троянд, і з фіалок ми

Навесні заплітали й квітчалися,

Як квітками й зелом густим,

Мов намистом із зелені,

Шию ніжну собі ти прикрасила,

Як колись поливала ти

Золоті свої кучері

Ароматного мира струмочками,

Як рукою прекрасною

Простягала ти келиха —

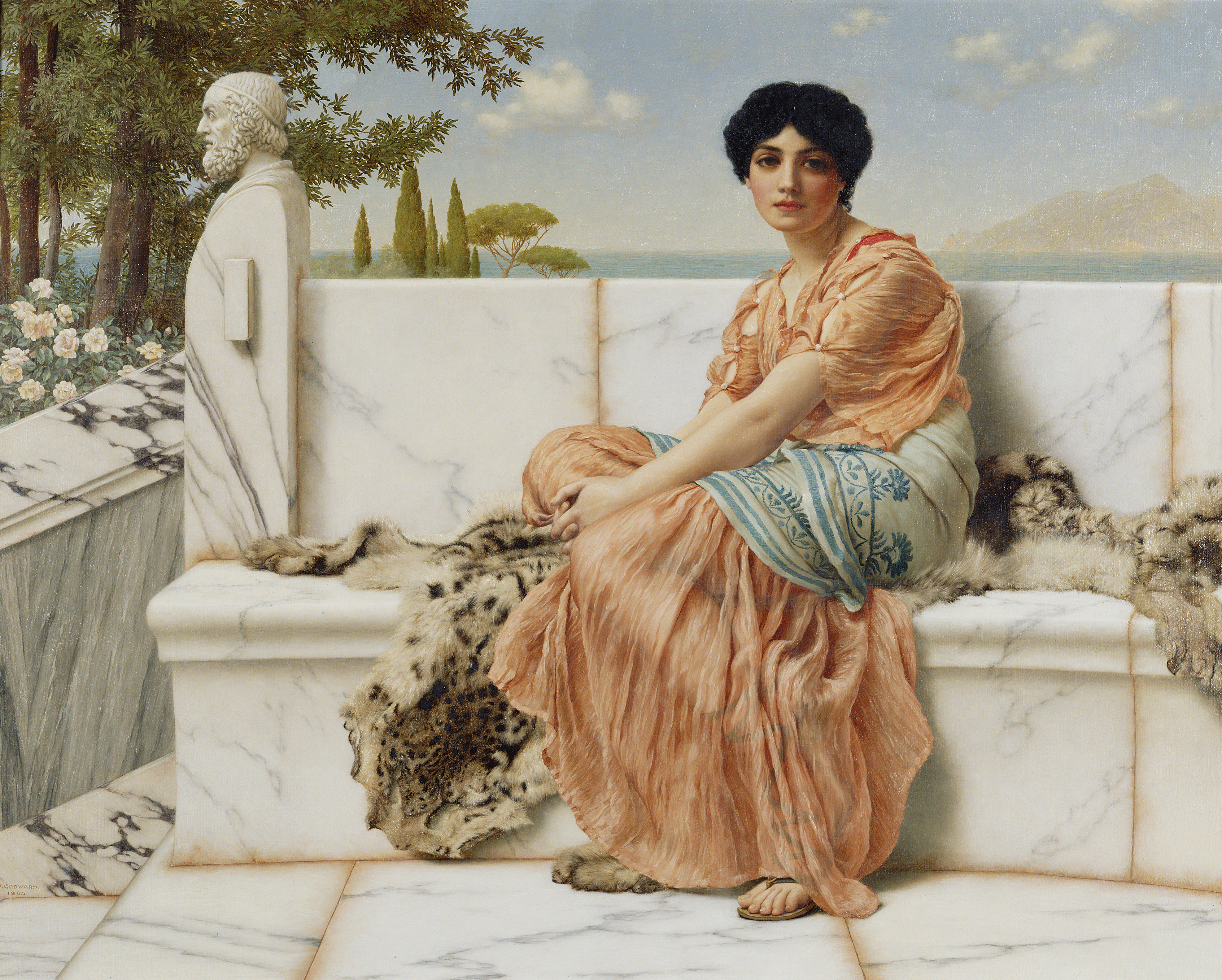
Псапфа з Лесбосу, Джон Вільям Годвард, 1904

І солодкий напій я тобі лила..." 
Поетка Сапфо, яка писала про жіноче бажання та стосунки ― найчастіше згадуваний приклад давньогрецької жінки, яка могла насправді брати участь у сексуальних діях із жінками. З різних стародавніх писань історики дійшли висновку, що група молодих жінок залишалася під опікою Сапфо для навчання чи культурного розвитку. Збереглося небагато віршів Сапфо, але вони відображають повсякденне життя жінок, їхні стосунки та ритуали. Вона зосереджувалася на красі жінок і пристрасно проголошувала свою любов до них (і, менше, до чоловіків). У «Оді до Афродіти» вона просить Афродіту про допомогу щодо іншої жінки. Помітно, що у фрагменті описана Сапфо, яка має сексуальний контакт і отримує його від однієї партнерки, на відміну від жорсткої дихотомії активний/пасивний партнер, яка спостерігається у грецьких гомосексуальних стосунках. Творчість Сапфо в основному романтична, сфокусована на лесбійських стосунках: лише в одному фрагменті, Сапфо 94, чітко згаданий секс між жінками.
Друг Сапфо поет Алкман написав гімни, відомі як Партенея («Дівочі пісні», так звані тому, що вони, очевидно, були складені для хорів молодих дівчат, які співали під час релігійних свят), у яких обговорюється потяг між молодими жінками. Він використав термін aitis як жіночу форму aites — що було офіційним терміном для молодшого учасника гей-стосунків.
У класичних Афінах гомосексуалок коротко згадує промова Аристофана в «Симпозіумі Платона». Аристофан згадує про жінок, які відчувають романтичний потяг до інших жінок, але вживає термін trepesthai (щоб зосередитися на ньому) замість еросу, який описував стосунки між чоловіками та між чоловіками та жінками.
Пізніші згадки лесбійства у грецькій літературі включають епіграму Асклепіада, де описуються дві жінки, які відкидають «правила» Афродіти, але роблять «інші речі, які не здаються». Довер коментує «вражаючу» ворожість, виявлену в епіграмі до жіночої гомосексуальності, протиставляючи її готовності Асклепіада обговорювати власне гомосексуальне бажання в інших роботах, припускаючи, що ця очевидна тривога чоловіків щодо жіночої гомосексуальності в Стародавній Греції є причиною мізерної кількості джерел, що обговорюють його.
Червона ваза з аттичної фігури у колекції Національного музею Тарквінія в Італії зображає жінку, що стоїть на колінах, перебираючи пальцями геніталії іншої жінки, що є рідкісним прикладом сексуальної активності жінок, явно зображеної в грецькому мистецтві. За істориком Ненсі Рабіновіц, зображення жінок на давньогрецьких червоноглинних вазах, що обіймають талію іншої жінки або спираються на плечі жінки, можна тлумачити як вираження романтичного бажання. Жінки на грецькій кераміці зображені з любов’ю, а коли жінки з’являються лише з іншими жінками, їхні образи еротизуються: купаються, торкаються одна одної, з фалоімітаторами, розміщеними в таких сценах і навколо них, а іноді з зображеннями, які можна побачити в контексті гетеро-шлюбу чи гей-стосунків.
У біографії Плутарха про Лікурга зі Спарти, в «Порівняльних життєписах», автор стверджує, що старші спартанські жінки могли мати стосунки з дівчатами, подібні до відносин ератів та ероменосів, що існували між деякими греками старшого та молодшого віку. Плутарх писав про лесбійок Спарти: «Вони надають таке велике значення любові, що дівчата стають еротичними партнерками жінок з благородних сімей». Сара Померой вважає, що зображення Плутархом гомосексуальних стосунків між спартанками є правдоподібним. Наприклад, вона стверджує, що в хорах дівчат, які виконували партенею Алкмана, гомосексуальні стосунки між дівчатами могли б «процвітати».
У грецькій міфології історія Каллісто трактується як натяк на те, що Артеміда і Каллісто були закоханими. Міф про амазонок також інтерпретується як такий, що стосується жіночої гомосексуальної діяльності.

## Римська імперія та раннє християнство

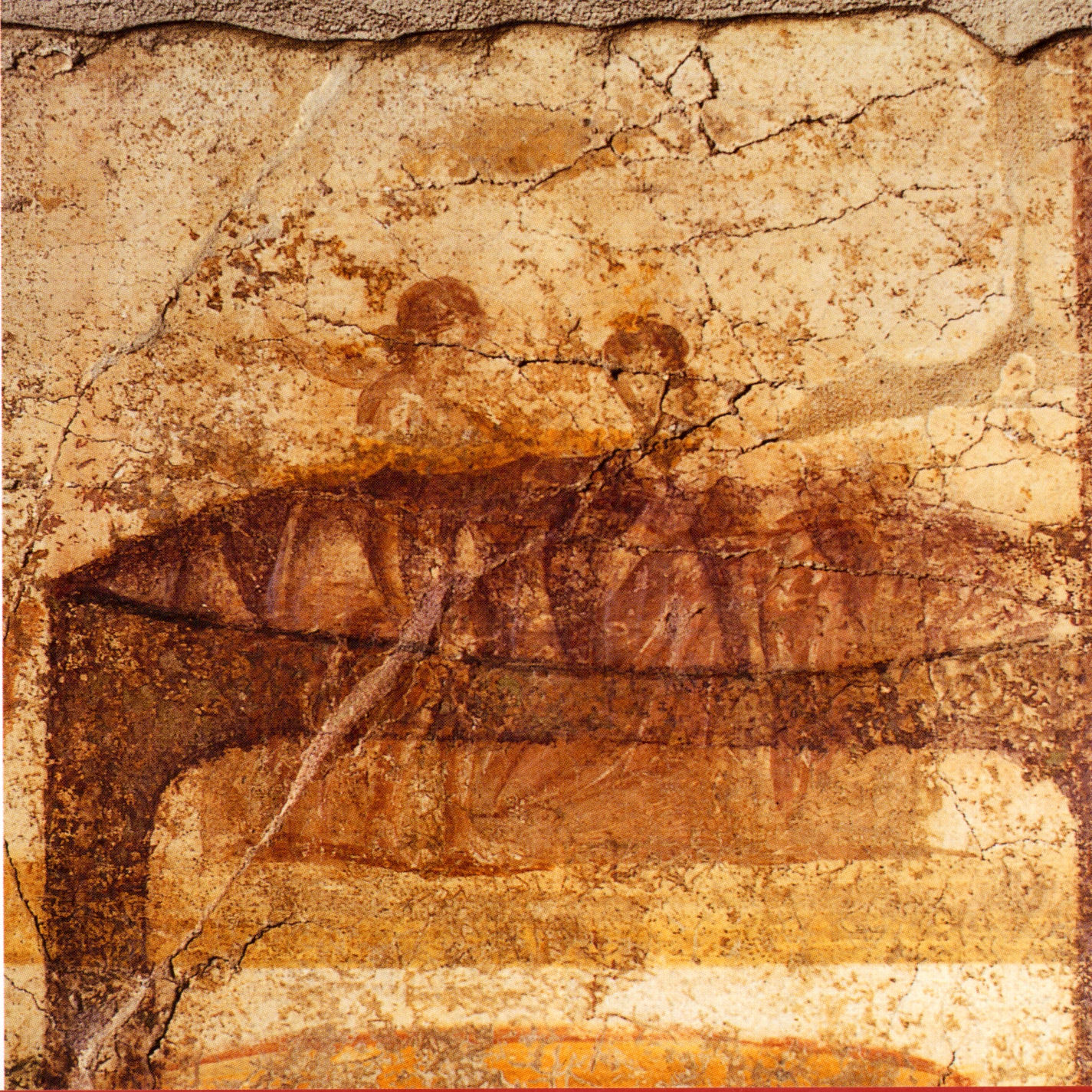
Жіноча пара з серії еротичних картин у Приміських лазнях, Помпеї

Жінки в Стародавньому Римі ще жорсткіше підпорядковувалися чоловічим визначенням сексуальності. Гей-секс та лесбійство не сприймалися однаково добре, можливо, через порушення жорстких гендерних ролей. Сенека Старший згадує чоловіка, який вбив свою дружину та її коханку, і мається на увазі, що їхній злочин був гіршим, ніж перелюб між чоловіком та жінкою. Вавилоніка Ямбліха описує єгипетську принцесу на ім'я Береніка, яка кохає та одружується з іншою жінкою. Прозаїк називає це кохання «диким і беззаконним».
Сучасна наука показує, що чоловіки вороже ставилися до жіночої гомосексуальності: вони вважали жінок, які вступали в сексуальні стосунки з іншими жінками, біологічними дивачками, які намагалися проникнути в жінок, а іноді й у чоловіків, з «жахливо збільшеними» кліторами. За словами вченого Джеймса Бутріки, лесбійство «кинуло виклик не тільки уявленням римського чоловіка про себе як про ексклюзивного постачальника сексуальних насолод, але й про основні основи римської культури, де домінували чоловіки».
Найбільш яскравою є історія лесбійської любові між Іфіс та Іантою, що міститься в книзі IX «Метаморфоз» Овідія. Коли мати Іфіс завагітніла, її чоловік заявив, що вб'є дитину, якщо це буде дівчинка. Вона виношує дівчинку і намагається приховати її стать, давши їй неоднозначне ім'я: Іфіс. Коли «синові» 13 років, батько вибирає для нареченого «хлопчика» золотоволосу дівчину на ім'я Іанта. Про кохання двох дівчат написано співчутливо: Вони були рівного віку, вони обоє були милі, Навчились азбуки у тих же викладачів, «І так кохання прийшло до них обох разом». У простій невинності і наповнили їх серця «З однаковою тугою». Однак, коли шлюб наближається, Іфіс відступає, називаючи своє кохання «жахливим і нечуваним». Богиня Ісіда чує стогін дівчини і перетворює її на хлопця.
Інші посилання на любов між жінками рідкісні. Федр намагався пояснити лесбійство за допомогою власного міфу: Прометей, повернувшись додому п'яним, помилково обміняв статеві органи деяких жінок та деяких чоловіків ― «Хіть зараз насолоджується збоченим задоволенням».
Ще один приклад світогляду того часу був задокументований в «Діалогах Куртизанок» Лукіана, в яких Мегілла з Лесбосу перейменовується в Мегілуса і носить перуку, щоб покрити поголену голову. Вона одружується з Демонесою з Коринфу. Її подруга Лієна коментує: «Вони кажуть, що на Лесбосі є такі жінки, з обличчями, схожими на чоловіків, і не бажають дружити з чоловіками, але лише з жінками, ніби вони самі були чоловіками». Мегілла спокушає Лієну, яка вважає, що цей досвід занадто огидним, щоб його детально описувати.
В іншому діалозі, приписаному Лукіану, двоє чоловіків дискутують, що краще ― чоловіча любов чи гетеросексуальність. Один чоловік протестував проти того, що якщо легітимізувати чоловічий секс, то скоро буде потурати і лесбійству, що немислимо.
Апокрифічний Апокаліпсис Петра описує покарання як геїв, так і лесбійок у Пеклі.
У канонічному Новому Завіті гомосексуальність, як правило, згадується лише загальними рисами, як про чоловіків, так і про жінок, які вчинили сексуальні дії з людиною своєї статі, і обох однаково засуджують. Однак про жінок згадується лише один раз.

## Середньовіччя
У середньовічній Європі християнська церква суворіше сприймала одностатеві стосунки жінок. Виправні настанови, розроблені кельтськими ченцями в Ірландії, були неофіційними путівниками, які стали популярними, особливо на Британських островах. У цих книгах перелічено злочини та потрібні за них покаяння. Наприклад, «…той, хто вчинив чоловічий злочин содомітян, робитиме покуту протягом чотирьох років». Кілька версій Paenitentiale Theodori, що приписуються Теодору Тарському (7 ст.), роблять особливі посилання на лесбійство: «Якщо жінка практикує пороки з жінкою, вона повинна робити покаяння протягом трьох років». Незабаром пенітенціарні установи поширилися з Британських островів на материкову Європу. Автори більшості середньовічних настанов або взагалі не обговорювали явно лесбійську діяльність, або розглядали її як менш серйозний гріх, ніж гомосексуальність чоловіків.
Ранньою згадкою правового покарання за лесбійство у давньофранцузькій є юридичний трактат Li livres de jostice et de plet (біля 1260). У ньому прописано розчленування за перші два «злочини» та смерть шляхом спалення за третій: майже точна паралель покарання для геїв, хоча, що «розчленування» могло означати для середньовічної жінки, невідомо. :13 В Іспанії, Італії та Священній Римській імперії содомія між жінками була включена до актів, які вважалися неприродними і каралися спаленням, хоча зафіксовано мало випадків. У Священній Римській імперії за Карла V закон про сексуальні злочини спеціально забороняє статеві акти між жінками.:18
Існують відомості про близько 10 жінок середньовічного періоду, які займалися лесбійським сексом. Про них відомо через суди, де їх ув'язнили або стратили. Ранній приклад жінки, страченої за гомосексуальні дії, належить до 1477 року, коли дівчину в Шпейєрі, Німеччина, втопили. :17 Однак не всіх жінок карали так жорстоко. На початку XV століття француженка Лоуренс, дружина Коліна Потевініна, потрапила до в'язниці за роман з іншою жінкою, Жанною. Вона благала про помилування на тій підставі, що підбурювачкою була Жанна. Вона пошкодувала про свої гріхи, і після 6 місяців ув'язнення була звільнена. Пізніший приклад, з Пешії в Італії, щодо настоятельки, сестри Бенедетт Карліні, яка, як було зафіксовано в розслідуваннях між 1619 і 1623, вчинила серйозні злочини, включаючи пристрасно еротичний любовний роман з іншою черницею, коли була одержима божественним чоловічим духом на ім'я «Сплендітелло». Її оголосили жертвою «диявольської одержимості» та утримували в одиночній в'язниці монастиря останні 35 років її життя.

На відміну від тогочасних європейських мов, у середньовічній арабській були терміни, що означали «лесбійка» («sihaqa») та «лесбійство» («sahq»). У середньовічному арабському світі лесбійство вважалось спричиненим теплом, яке генерується у статевих губах жінки, яке могло полегшити тертя об геніталії іншої жінки. Середньовічні арабські медичні тексти вважали лесбійство вродженим: наприклад, Масавай писав, що дівчина стає лесбійкою, якщо її медсестра їсть певні продукти, такі як селера. Найдавніша історія про лесбійство в арабській літературі походить з Енциклопедії задоволення і розповідає про любов між християнкою та арабкою, і ми знаємо з Фіхріста, каталогу творів Х ст. арабською, про 12 інших лесбійських пар, які не вижили.

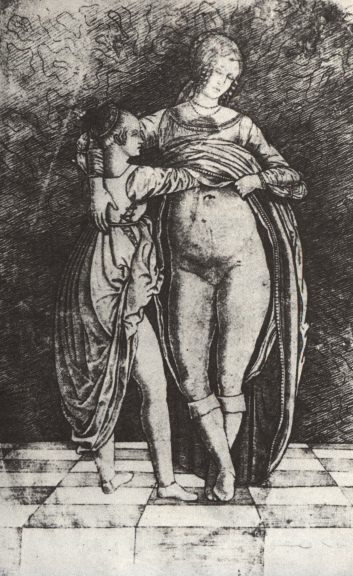
Джованні Антоніо да Брешія, Дві жінки. Італійська гравюра епохи Відродження.

Між 1170 і 1180 роками Маймонід, один з найвидатніших рабинів в історії євреїв, склав свій магнум-опус ― Мішне Тору. Це єдина праця середньовічної епохи, яка детально описує всі єврейські звичаї, також щодо лесбійства.
Для жінок бути мезолелотами [жінки, що труться геніталіями одна об одну] одна про одну, заборонено, оскільки це є практика Єгипту, від якої нас застерігали: «Як практика єгипетської землі… ти не робиш» (Левіт 18: 3). Мудреці сказали [в ефірі Сіфра Агареї Мот 8: 8–9], «Що вони зробили? Чоловік одружився з чоловіком, а жінка ― з жінкою, а жінка ― з двома чоловіками». Навіть незважаючи на те, що така практика заборонена, на неї не накладають ударів [як на заборону Тори], оскільки конкретної заборони проти неї немає і немає реального статевого акту. Тому [тому, хто це робить] священство не забороняє через розпусту, а жінці це не забороняє чоловікові, оскільки це не блудництво. Але доречно розпоряджатись ними повстанськими ударами [тобто тими, що даються за порушення рабинських заборон], оскільки вони робили щось заборонене. І чоловік повинен бути суворим до своєї дружини в цьому питанні і не допускати, щоб жінки, яким це відомо, приходили до неї чи їхали до них.

## Ранньомодерний період
В ранній модерний період Англії жіноча гомосексуальна поведінка ставала дедалі активнішою. Деякі історики, такі як Трауб, стверджували, що це призвело до посилення культурних санкцій проти поведінки лесбійок. Наприклад, у 1709 Деларів'єр Менлі опублікував «Нову Атлантиду», атакуючи лесбійську діяльність. Однак інші, такі як Фрідлі та Фадерман, принижували культурну опозицію до жіночої гомосексуальності, вказуючи, що вона переноситься краще, ніж гомосексуальна діяльність чоловіків. Крім того, незважаючи на соціальну стигму, англійські суди не переслідували жінок за гомосексуальні дії, і лесбійство в основному ігнорувалося законом в Англії. Наприклад, Мері Гамільтон («жінка-чоловік», як було сказано в справі Генрі Філдінга), хоча її звинувачували у шахрайстві, ні судами, ні пресою не уточнена щодо жодних сексуальних злочинів. З іншого боку, Террі Касл стверджує, що англійське законодавство у 18 столітті ігнорувало жіночу гомосексуальну діяльність не через байдужість, а через чоловічі страхи перед визнанням та реабілітацією лесбійства.
Література того часу намагалася раціоналізувати деякі жіночі лесбійські заняття, зазвичай шукаючи видимі ознаки сапфічних тенденцій. Наприклад, у «Новій Атлантиді» «справжні» лесбійки зображені як чоловіки. Однак Крафт-Фейрчайлд стверджує, що Менлі — разом із Клілендом у Фенні-Гілл — не вдалося створити послідовний наратив про лесбійок, які анатомічно відрізняються від інших жінок, тоді як Філдінг у "The Female Husband" натомість фокусується на зіпсованості розуму Гамільтон як провідної до її гомосексуальних вчинків та переодягання. У той же час праці, позитивні чи потенційно позитивні щодо жіночої гомосексуальності, називали лесбійством як жіночу дружбу, так і гетеросексуальну романтику, оскільки на той час не було поширених культурних мотивів гомосексуальності. Тільки серед менш поважних членкинь суспільства існувало щось на зразок лесбійської субкультури. Наприклад, серед танцюристок та проституйованих жінок існувала лесбійська субкультура у Парижі 18-го та на початку 19-го століть та в Амстердамі 18 століття.
Жіночий гомоеротизм був настільки поширеним в англійській літературі та театрі, що історики припускають, що він був модним у Відродження. Англійку Мері Фріт в академічних дослідженнях описували як лесбійку. Тим часом лесбійський секс зближували з гермафродитизмом, описуючи «трібад» як жінок з аномально збільшеним клітором, яким вони проникають в інших жінок. Гермафродитизм з'являвся в медичній літературі достатньо, щоб вважатися загальним знанням, хоча випадки були рідкісними.
Класова відмінність стала пов'язаною з модою на жіночий гомоеротизм. Трибад одночасно вважали членами нижчого стану, які намагаються погубити доброчесних жінок, і представницями аристократії, розбещеними розпустою. Письменники-сатирики почали припускати, що політичні конкуренти (або частіше їхні дружини) займаються трибадизмом, щоб завдати шкоди своїй репутації. Ходили чутки, що королева Анна мала пристрасні стосунки з Сарою Черчілль, герцогинею Мальборо, її найближчою радницею і довіреною особою. Коли Черчілль була усунута як фаворитка королеви, вона нібито поширювала звинувачення про романи королеви з її жінками спальні. Марія Антуанетта також була предметом таких спекуляцій протягом кількох місяців між 1795 і 1796 роками.
У ранній історії США закони проти лесбійства пропонувались, але зазвичай не створювались і не застосовувались. У 1636 Джон Коттон запропонував закон про Массачусетс-Бей, який передбачає сексуальний акт між двома жінками (або двома чоловіками), але закон не був прийнятий. Це означало б: «Неприродна брудність ― карати смертю, будь то содомія, яка є плотським спілкуванням чоловіка з чоловіком, або жінки з жінкою, або балаганство, що є плотським спілкуванням чоловіка чи жінки зі звірами чи птахами». У 1655 р. Колонія Коннектикуту прийняла закон проти содомії між жінками (як і між чоловіками), але з нього теж нічого не вийшло. У 1779 р. Томас Джефферсон запропонував закон, в якому зазначалося, що «Той, хто буде винним у зґвалтуванні, багатоженстві або содомії з чоловіком чи жінкою, буде покараний, якщо чоловік кастрацією, а жінка, перерізавши їй хрящ, просвердлити отвір діаметром не менше півдюйма», але це також не стало законом. Однак у 1649 році в колонії Плімут Сара Вайт Норман та Мері Вінсент Геммон були притягнуті до кримінальної відповідальності за «розпусну поведінку між собою на ліжку»; їхні судові документи ― єдиний відомий запис статті між англійськими колоністками в Північній Америці в 17 столітті. Геммон лише застерігали, можливо, тому, що вона була молодшою 16 років, а Норман у 1650 році Норман засудили і зобов'язали публічно визнати «нечесну поведінку» з Геммон, а також застерегли від майбутніх злочинів. Це єдине переслідування за гомосексуальні дії жінок в історії США.

## XVI-XVII ст.: таємні лесбійські шлюби

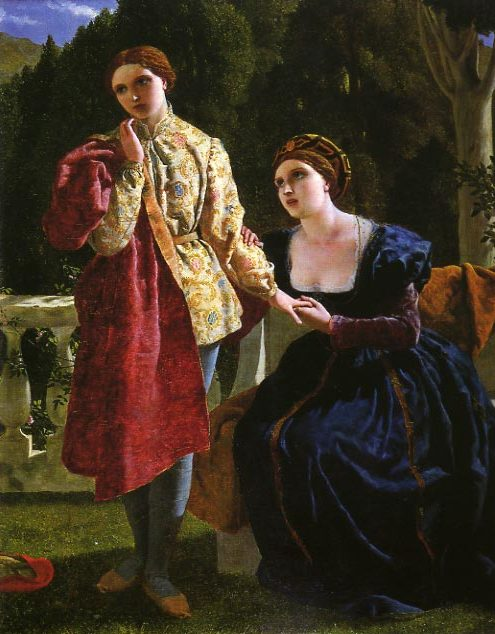
Віола та Олівія з Дванадцятої ночі, Frederick Pickersgill, 1859

Гомоеротичні елементи в літературі були повсюдними, особливо гендерний маскарад, щоб обманом спокусити героїню. Такі сюжетні прийоми були використані в «Дванадцятій ночі» Шекспіра (1601), «Королеві фей» Едмунда Спенсера в 1590 році та «Птаху в клітці» Джеймса Ширлі (1633). В епоху Відродження з'являються численні зареєстровані випадки, коли жінки перевдягалися чоловіками і залишалися непоміченими роками чи десятиліттями: щоб служити у війську, працювати на інших заборонених роботах (наприклад, у флоті), або ж щоб узяти лесбійський шлюб. У разі виявлення жінок в чоловічому одязі карали: від смерті до публічного осуду та наказу ніколи більше не одягатися як чоловік.
У 1746 році Генрі Філдінг написав памфлет «Жінка-чоловік» (The Female Husband), заснований на житті Мері Гамільтон, заарештованій і засудженій до публічного побиття батогом і 6 місяців ув’язнення за те, що одружилася з жінкою під виглядом чоловіка. Подібними прикладами були Катаріна Лінк у Пруссії в 1717 році, страчена в 1721; швейцарка Анна Гранжан вийшла заміж і переїхала з дружиною до Ліона, але була викрита жінкою, з якою мала попередній роман, і була засуджена до тюремного ув'язнення.
Схильність шведської королеви Христини одягатися по-чоловічому була добре відома за її часів і виправдовувалась через її знатне походження. Вона була вихована як чоловік, і в той час існували припущення, що вона була гермафродиткою. Навіть після зречення престолу в 1654 році, щоб уникнути шлюбу, вона, як відомо, підтримувала романтичні стосунки з жінками.

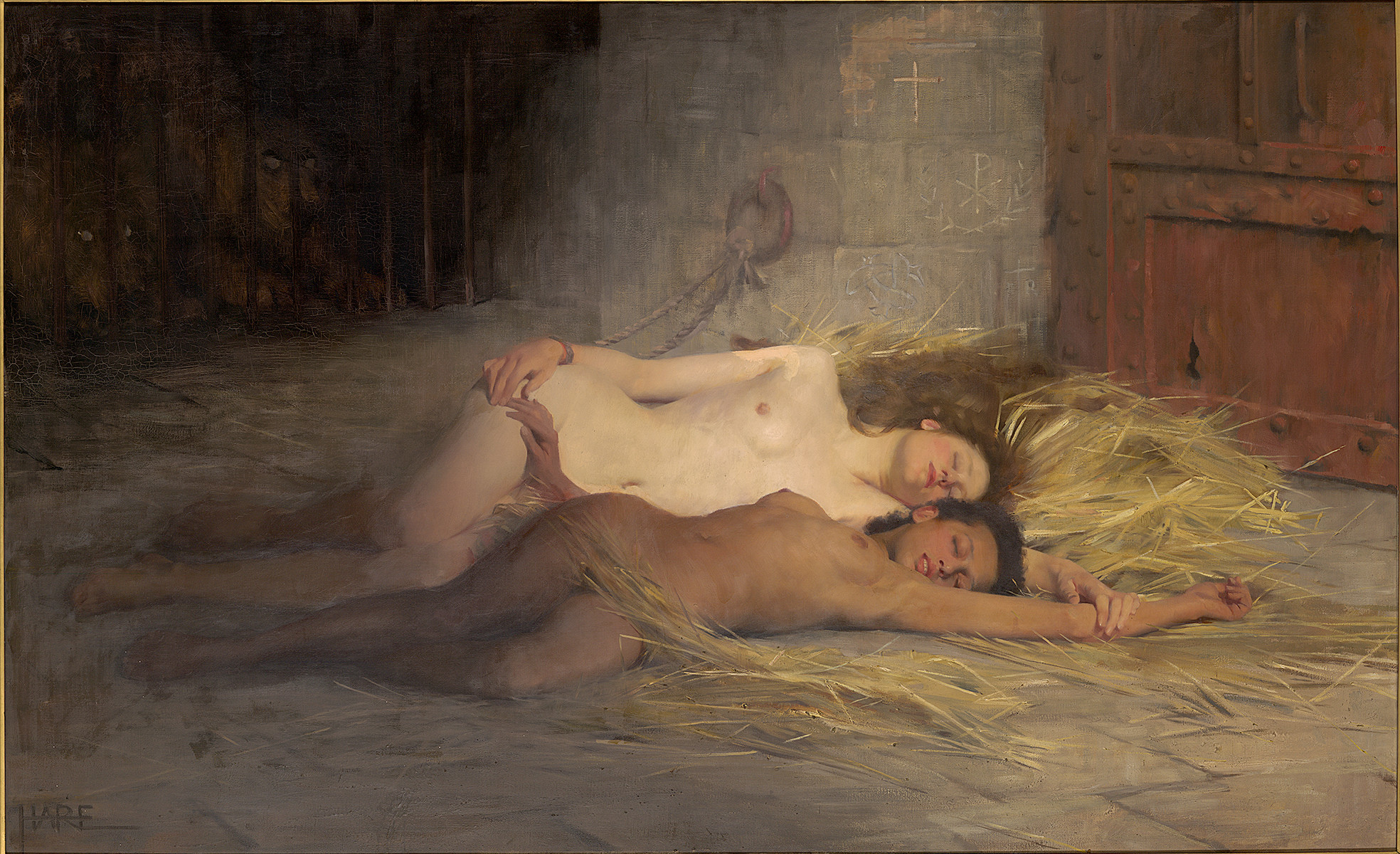
The Victory of Faith (Перемога віри), Сент-Джордж Хейр, 1891

Деякі історики вважають випадки переодягання жінок проявом захоплення жінками влади, якою вони, природно, не могли б насолоджуватися в жіночому вбранні, або їхнім способом зрозуміти своє бажання до жінок. Ліліан Фадерман стверджує, що західному суспільству загрожували жінки, які відкинули свої жіночі ролі. Катаріна Лінк та інші жінки, яких звинуватили у використанні фалоімітаторів, наприклад, дві черниці в Іспанії 16 століття, страчені за використання «матеріальних знарядь», були покарані суворіше, ніж ті, хто цього не робили. Два шлюби між жінками були зареєстровані в графстві Чешир, Англія, у 1707 (між Ганною Райт і Енн Гаскілл) і 1708 (між Ейн Нортон і Еліс Пікфорд) без коментарів про те, що обидві сторони були жінками. Звіти про священнослужителів, які проводили вінчання — і писали про свої підозри — продовжували з’являтися протягом наступного століття.
За межами Європи жінки могли одягатися як чоловіки і залишатися непоміченими. Дебора Семпсон воювала в Американській революції під ім'ям Роберт Шертліфф і підтримувала стосунки з жінками. Ірландка взяла чоловіче ім'я Едвард Де Лейсі Еванс під час подорожі до Австралії та прожила як чоловік 23 роки у Вікторії, тричі одружуючись. Персі Редвуд викликав скандал у Новій Зеландії в 1909 році, коли виявилося, що вона Емі Бок, яка одружилася з жінкою з Порт-Моліно; газети сперечалися, чи було це ознакою божевілля чи вродженою вадою характеру.

## XVII-XIX ст.: культ лесбійської романтики

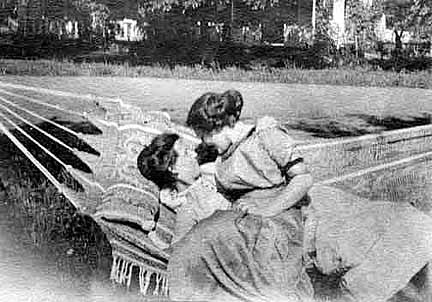
Інтимність між жінками була модною між 17 та 19 ст., хоча сексуальність рідко визнавалася публічно (фото прибл. 1900)

Протягом 17-19 століть жінка, яка виражає пристрасне кохання до іншої жінки, була модною, прийнятою та заохоченою. Ці стосунки називали романтичною дружбою, бостонськими шлюбами або «сентиментальними подругами» і були поширені в США, Європі та особливо в Англії, задокументовані великою кількістю листів між жінками. Питання, чи стосунки включали генітальний компонент, не було предметом публічного дискурсу, але жінки могли формувати міцні та ексклюзивні зв’язки і все ще вважатися доброчесними, невинними та цнотливими; подібні відносини з чоловіком зруйнували б репутацію жінки. Фактично ці стосунки пропагувалися як альтернатива та практика шлюбу жінки з чоловіком.
Так, англійська мандрівниця Мері Монтегю писала Енн Вортлі в 1709 році: «Ніхто не був настільки цілковито, так віддано твоїм... Я зачіпаю твоїх коханців, бо я не допускаю, щоб чоловік був таким щирий, як я». Подібним чином англійська поетеса Анна Сьюард була відданою дружбі з Онорою Снейд, якій присвятила багато сонетів і віршів. Коли Снейд одружилася, попри протест Сьюард, її вірші стали лютими. Сьюард писала про Снейд ще довго після її смерті, оспівуючи її красу, їхню прихильність і дружбу. У юності філософ і суфражистка Мері Волстонкрафт була прив’язана до жінки на ім’я Фанні Блад. У листі подрузі, яка нещодавно відчула себе зрадженою, Волстонкрафт заявила: «Троянди зацвітуть, коли в грудях буде мир, і перспектива жити з моєю Фанні тішить моє серце: «Ти не знаєш, як я її люблю».

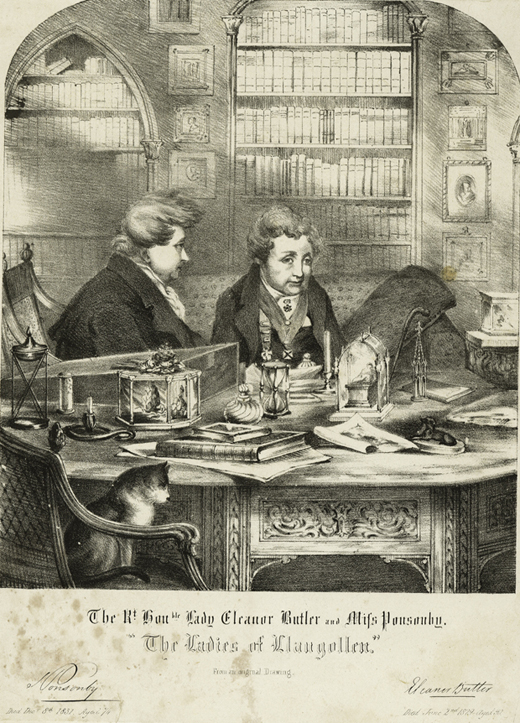
Леді Лланголлена прожили разом 51 рік у Вельсі

Мабуть, найвідоміша романтична лесбійська пара: Елеонор Батлер і Сара Понсонбі, під спільним прізвиськом Леді з Лланголлена. Вони втекли в 1778 році, коли сім'я Понсонбі була стурбована своєю репутацією, якби вона втекла з чоловіком, щоб прожити в Уельсі 51 рік, і їх вважали дивачками. Їхня історія вважалася «втіленням доброчесної романтичної дружби» і надихнула на поезію Анну Сьюард і Генрі Водсворта Лонгфелло. Журналістка та підприємиця Енн Лістер, захоплена Леді з Лаголлена, записала в щоденниках свої стосунки з жінками між 1817 і 1840 роками. Деякі з них були зашифрованими, детально описуючи її сексуальні стосунки з Маріанною Белком і Марією Барлоу. І Лістер, і Елеонор Батлер вважалися чоловіками в сучасних новинах, і хоча були підозри, що ці стосунки були сапфічними за своєю природою, вони, тим не менш, хвалилися в літературі.
Романтична дружба була також популярна в США. Таємнича поетеса та гербаристка Емілі Дікінсон написала понад 300 листів і віршів до Сьюзан Гілберт, яка згодом стала її невісткою, і вела романтичне листування з Кейт Скотт Ентон. Ентон розірвала їхні стосунки в тому ж місяці, коли Дікінсон пішла в пожиттєве усамітнення. Неподалік у Гартфорді, штат Коннектикут, вільнонароджені афроамериканки Едді Браун і Ребекка Праймус залишили свідчення своєї пристрасті в листах: «Жодні поцілунки не схожі на ваші». У Джорджії Еліс Болді написала Джозі Варнер у 1870 році: «Чи знаєш ти, що якщо ти торкаєшся мене або розмовляєш зі мною, у моєму тілі немає жодного нервового волокна, яке б не відреагувало трепетом задоволення?».
На рубежі ХХ століття розвиток вищої освіти відкрив можливості для жінок. У жіночому середовищі культура романтичних пошуків виховувалась у жіночих коледжах. Старші учениці наставляли молодших, відвідували їх у товариствах, брали на жіночі танці, надсилали їм квіти, листівки та вірші, в яких висловлювалося їхнє безсмертне кохання одна до одної. Їх називали «smashes» або «spoons», і про них досить відверто писали в оповіданнях для дівчат, які прагнули вступити до коледжу, у таких виданнях, як Ladies Home Journal, дитячий журнал St. Nicholas та збірка Smith College Stories, без негативних поглядів. Незмінна вірність, відданість і любов були основними компонентами цих історій, а статеві акти, окрім поцілунків, постійно були відсутні.
Жінки, які мали можливість зробити кар’єру замість шлюбу, назвали себе Новими Жінками та дуже серйозно сприйняли свої нові можливості. Фадерман називає цей період «останнім подихом невинності» до 1920 року, коли характеристики жіночої прихильності були пов’язані з сексуальністю, позначаючи лесбійок як унікальну групу, яку часто невтішно зображують. Зокрема, зростання незалежності жінок і початок відмови ними від суворо встановлених ролей у вікторіанську епоху пов’язують з науковим визначенням лесбійства як типу аномальної сексуальної поведінки.

## ХІХ століття

### Бостонські шлюби та вуманс
Близькі інтимні стосунки були поширеними серед жінок у середині ХІХ століття. Це пояснювалось, зокрема, суворими гендерними ролями, які змусили жінок розширити своє соціальне коло на інших жінок для емоційної підтримки. Очікувалось, що ці стосунки стануть тісними між жінками з подібним соціально-економічним статусом. Оскільки в той час ще не було мови щодо лесбійства, ці відносини вважалися гомосоціальними. Проте є дані про можливий розвиток сексуальних стосунків, які перевищували емоційний рівень, хоча шлюб з чоловіками все ще був нормою. У документах двох афроамериканок використовуються терміни, що описують практики, відомі як «секс на грудях». Відомо також, що ці жінки практикували гетеросексуальні стосунки зі своїми чоловіками.

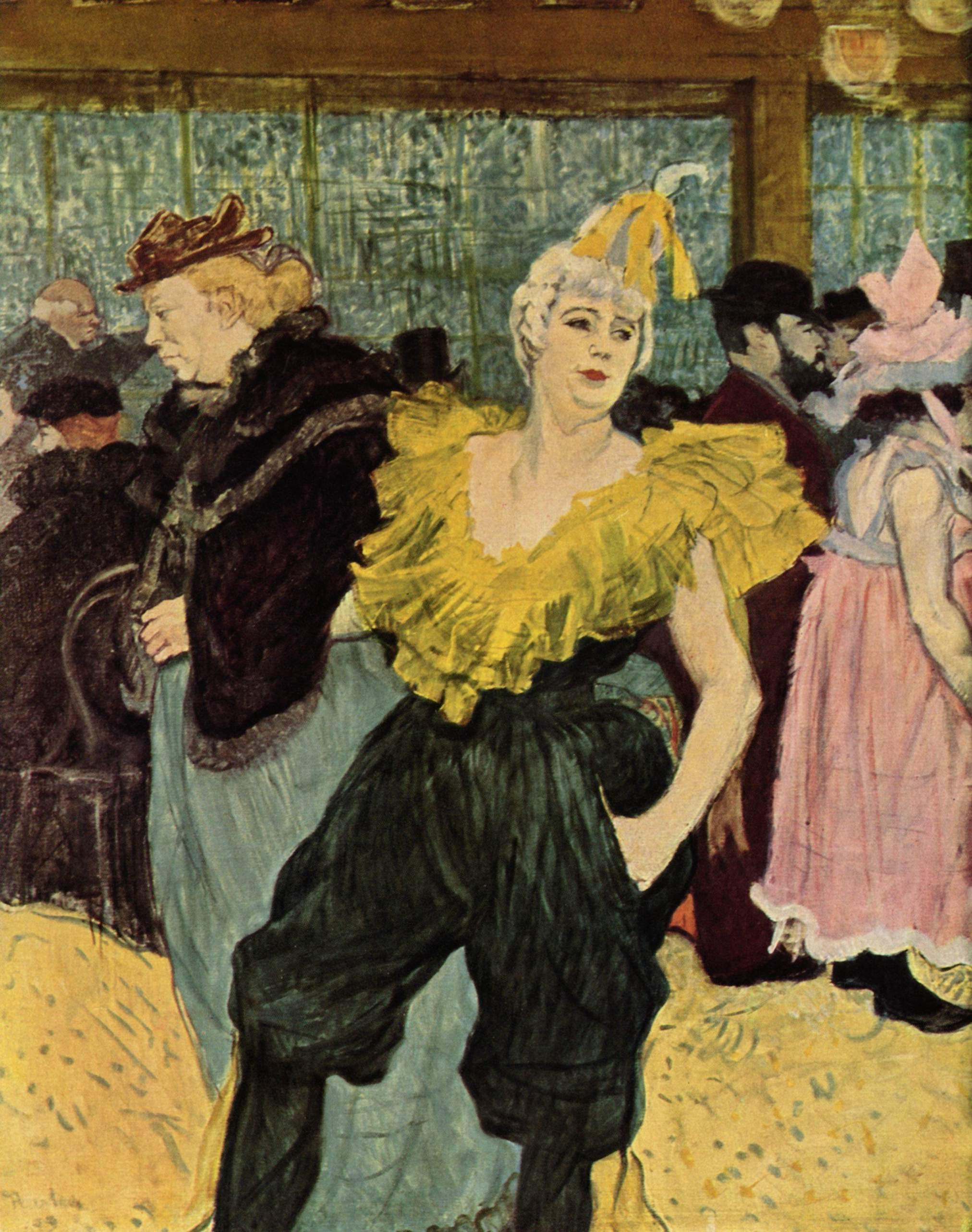
Артистка Ша-У-Као у Мулен Руж, Тулуз-Лотрек

Наприкінці ХІХ-го та на початку ХХ-го століття в Новій Англії процвітали «бостонські шлюби». Цей термін описує романтичну дружбу двох жінок, які живуть разом без жодної фінансової підтримки з боку чоловіків. Багато тривалих романтичних дружніх стосунків почалося в жіночих коледжах. Такі відносини насправді передують звичаям Нової Англії, тому є приклади цього у Британії та континентальній Європі з 18 століття. Віра в платонічну доброзичливість «бостонських шлюбів» почала розвіюватися після того, як послідовники фрейдизму розвіяли невинність і дружбу, яка оберталася навколо впевненості в собі, що виникала разом із «бостонськими шлюбами».

### Лесбійські заклади
Наприкінці ХІХ та на початку ХХ століть у Франції також зросла популярність лесбійок у публічній сфері, мистецтві та літературі. Товариство Fin de siecle у Парижі включало бари, ресторани та кафе, які належали лесбійкам, такі як Le Hanneton та le Rat Mort, приватні салони, подібні до того, який влаштовувала американська емігрантка Наталі Барні, залучали лесбійок, бісексуалок та письменниць епохи, включаючи Ромен Брукс, Рене Вів'єн, Колетт, Джуну Барнс, Гертруду Стайн та Редкліфф Голл. Куртизанка Ліана де Пужі, одна із коханих Барні, опублікувала роман-бестселер за мотивами їхніх стосунків, l'Idylle Saphique (1901). Багато з найбільш помітних лесбійок та бісексуалок були артистками. Деякі, як письменниця Колетт та її кохана Матільда де Морні, виконували лесбійські театральні сцени в кабаре, що викликало обурення та цензуру. Описи лесбійських салонів, кафе та ресторанів включалися в туристичні путівники епохи, також згадувалось про будинки проституції для лесбійок. Анрі Тулуз-Лотрек створив портрети багатьох лесбійок, з якими познайомився, деякі з них відвідували або працювали у Мулен Руж.

## 1920-ті: розквіт лесбійської культури

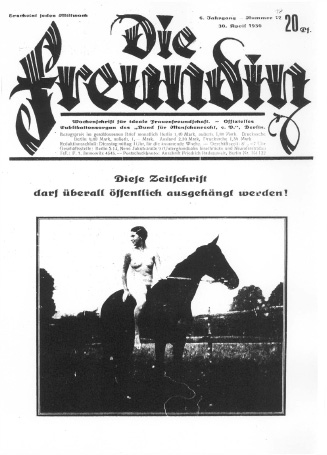
Процвітаюча лесбійська спільнота Берліна публікувала журнал Die Freundin з 1924 по 1933

Деяких жінок усвідомлення того, що вони брали участь у поведінці чи стосунках, які можна класифікувати як лесбійські, змушувало заперечувати або приховувати це, як, наприклад, професорку Жаннет Августус Маркс з коледжу Маунт Холіок, яка жила з президентом коледжу Мері Вуллі протягом 36 років. Маркс відмовляла молодих жінок від «ненормальної» дружби та наполягала тому, що щастя досяжне лише з чоловіком. Інші жінки прийняли цю відмінність і використовували свою унікальність, щоб виділитися серед гетеросексуальних жінок і геїв.
З 1890-х по 1930-ті американська спадкоємиця Наталі Кліффорд Барні проводила щотижневий салон у Парижі, куди запрошували відомих мистецьких знаменитостей і в центрі уваги були лесбійські теми. Поєднуючи грецькі впливи з сучасною французькою еротикою, вона намагалася створити оновлену та ідеалізовану версію Лесбосу у своєму салоні. Серед її сучасниць-лесбійок були художниця Ромейн Брукс, яка малювала інших із свого кола; письменниці Колетт, Джуна Барнс Гертруда Стайн і Редкліф Голл.
У Берліні 1920-х розвинулась яскрава гомосексуальна культура, і біля 50 клубів обслуговували лесбійок. Журнал Die Freundin (Подруга), який виходив між 1924 і 1933 роками, був націлений на лесбійок. Garçonne (він же Frauenliebe, Жіноча любов) був спрямований на лесбійок і чоловіків-трансвеститів. Хоча ці видання контролювали чоловіки як власники, видавці та письменники. Біля 1926 року Селлі Енглер заснувала Die BIF – Blätter Idealer Frauenfreundschaften (Документи про ідеальну жіночу дружбу), перше лесбійське видання, яким володіли, публікували та писали жінки. У 1928 році путівник лесбійськими барами і нічними клубами Berlins lesbische Frauen (Лесбійки Берліна) Рут Маргаріт Релліг ще більше популяризував німецьку столицю як центр лесбійської діяльності. Клуби варіювалися від великих закладів, які ставали туристичними визначними пам’ятками, до маленьких сусідських кафе, куди місцеві жінки ходили зустрічатися з іншими жінками. Пісня кабаре «Das lila Lied» («Лаванова пісня») стала гімном лесбійкам Берліна. Незважаючи на те, що іноді це допускалося, гомосексуальність була незаконною у Німеччині, і правоохоронні органи використовували дозволені зібрання як можливість зареєструвати імена гомо-людей для подальшого використання. Науково-гуманітарний комітет Магнуса Гіршфельда, який пропагував толерантність до гомосексуалів у Німеччині, вітав участь лесбійок, і сплеск текстів на лесбійську тематику та політичної активності в німецькому феміністичному русі став очевидним.
У 1928 році британська письменниця Редкліфф Голл опублікувала роман «Колодязь самотності». Сюжет зосереджений навколо Стівена Гордона, жінки, яка після прочитання «Сексуальної психопатії» Краффта-Ебінга вважає себе інвертом і живе в гомосексуальній субкультурі Парижа. Роман включав передмову Гейвлока Елліса, і мав на меті заклик до терпимості до інвертованих шляхом оприлюднення їхніх недоліків і випадковостей народження інвертованими. Голл погоджувався з теоріями Елліса та Крафт-Ебінга та відкидала теорію Фрейда про те, що потяг до одностатевої людини був виліковний та спричинений травмою дитинства. Розголос Голл отримала через непередбачені наслідки; роман був засуджений за непристойність у Лондоні, вражаюча скандальна подія, описана професоркою Лаурою Доан як «момент кристалізації в побудові видимої сучасної англійської лесбійської субкультури». Газети відверто розголошували, що зміст книги включає «сексуальні стосунки між жінками-лесбійками», а фотографії Голл часто супроводжували деталі про лесбійок у більшості великих друкованих видань протягом 6 місяців. Голл відображала зовнішність «мужньої» жінки 1920-х років: коротке волосся, зшиті костюми (часто з брюками) і монокль, який став широко визнаним як лесбійська «уніформа». Коли британки підтримали військові зусилля під час Першої світової війни, вони звикли до чоловічого одягу та вважалися патріотичними за носіння форми та штанів. Післявоєнна ж маскулінізація жіночого одягу стала асоціюватися переважно з лесбійством.

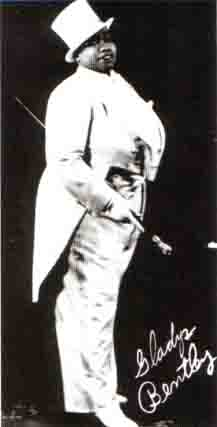
Гледіс Бентлі славилась блюзовими піснями про свої стосунки з жінками

У США 1920-ті були десятиліттям соціальних експериментів, особливо з сексом. На це сильно вплинули праці Фрейда (теорії якого були набагато поширенішими у США, ніж у Європі), який припустив, що сексуальне бажання задовольняється несвідомо, незважаючи на бажання людини ігнорувати його. З ідеєю, що сексуальні акти є частиною лесбійства та лесбійських стосунків, сексуальні експерименти стали повсюдними. Великі міста з нічним життям були надзвичайно популярними, і жінки почали шукати сексуальних пригод. Бісексуальність стала шиком, особливо в перших гей-районах Америки.
Жодне місце не бачило більшої кількості людей через його можливості нічного гей життя, ніж Гарлем, переважно афроамериканська частина Нью-Йорка. Білі «slummers» насолоджувалися джазом, нічними клубами та всім, чого забажають. Блюзові співачки Ма Рейні, Бессі Сміт, Етель Вотерс і Гледіс Бентлі співали про романи з жінками відвідувачкам, таким як Таллула Бенкгед, Беатріс Ліллі та Джоан Кроуфорд. Гомосексуали почали порівнювати свій нещодавно визнаний статус меншини з статусом афроамериканців. Серед афроамериканських мешканок Гарлему лесбійські стосунки були поширеними і терпимими, хоча й не сприймалися відкрито. Деякі лесбійки влаштовували розкішні весільні церемонії, навіть подаючи ліцензії на чоловічі імена в Нью-Йорку. Більшість гомосексуальних жінок були одружені з чоловіками, маючи регулярні романи з жінками. На іншому кінці міста Гринвіч-Вілледж також спостерігав зростання гомосексуальної спільноти. Обидва райони пропонували мебльовані кімнати для неодружених людей, що стало головним чинником їх розвитку як центрів гей спільнот. Тенор у Гринвіч-Вілледж був іншим — богемні інтелектуали, які відкидали вікторіанські ідеали. Серед геїв були такі фігури, як поетеса Една Сент-Вінсент Міллей і ведуча Мейбл Додж, були відомі романами з жінками та пропагуванням терпимості до гомосексуальності. Жінки в США, які вперше не могли відвідати Гарлем або жити в Гринвіч-Вілледж, у 1920-х могли відвідувати салуни, не вважаючись повіями. За словами історикині Ліліан Фейдерман, існування громадського простору для жінок у барах, які, як відомо, обслуговували лесбійок, «стало найважливішим публічним проявом субкультури протягом багатьох десятиліть».

## 1930-ті - 1950-ті: Друга світова. Чорний трикутник
У 1930-х з Великою депресією економічна незалежність основний компонент, що заохочує лесбійок бути публічними та шукати інших жінок, фактично зникл. Більшість жінок американок вважали за потрібне одружитися з «бородою», наприклад, геєм, де обоє могли вступати в гомо стосунки без осуду суспільства, або з чоловіком, який очікував традиційної дружини. Незалежні жінки в 1930-х зазвичай вважалися такими, що займають роботу, яку повинні мати чоловіки. Соціальне ставлення сформувало дуже малі та тісно згуртовані громади у великих містах, які зосереджувалися навколо барів, водночас ізолюючи жінок в інших місцях. Говорити про гомосексуальність у будь-якому контексті було соціально заборонено, і жінки рідко обговорювали лесбійство навіть між собою. Фрейдистська психоаналітична теорія вплинула на те, щоб лікарі розглядали гомосексуальність як невроз, що вражає незрілих жінок. Гомосексуальна субкультура Німеччини зникла з появою нацистів у 1933 році.

«Асоціальні» жінки в нацистських концтаборах лесбійки, проституйовані жінки та жінки, які не бажали мати дітей

Лесбійки не підпадали під Параграф 175 Кримінального кодексу нацистської Німеччини, який визначав злочином гомосексуальні акти між чоловіками. Це тому, що жінок вважали підлеглими чоловікам, а нацистська держава боялася лесбійок менше, ніж геїв, як пояснює Меморіальний музей Голокосту США. Багато лесбійок заарештовували та ув’язнювали в нацистських концтаборах за «асоціальну» поведінку — ярлик, яким позначали жінок, які не відповідали нацистському ідеалу жінки (приготування їжі, прибирання, робота на кухні, виховання дітей і пасивність). Цих жінок позначали нашивкою чорного трикутника вершиною вниз. Попри те, що параграф 175 не криміналізував лесбійство, деякі лесбійки переприсвоїли символ чорного трикутника, і багато лесбійок також відновили рожевий трикутник (застосовувався до геїв).

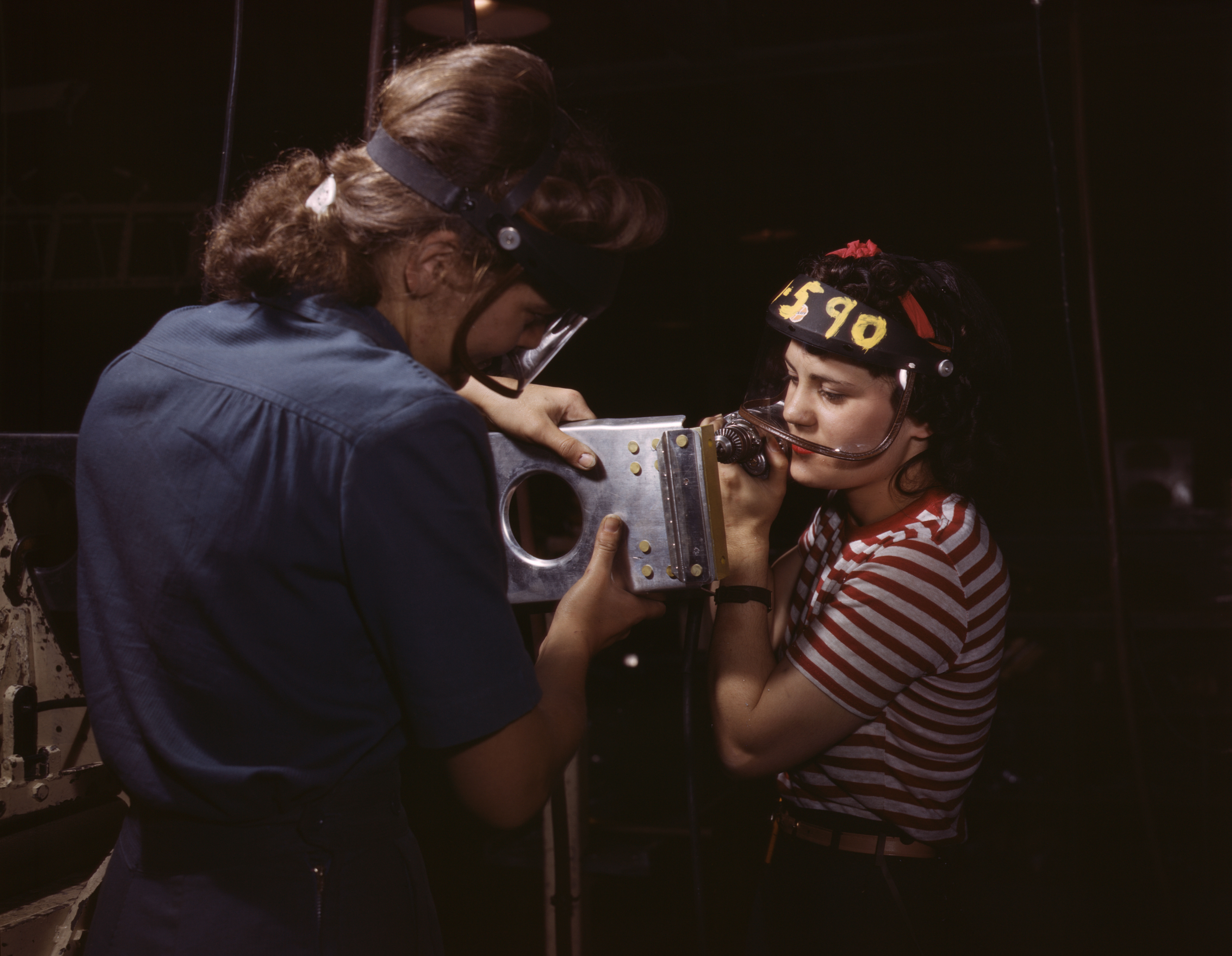
Трудова емансипація жінок під час Другої світової дала їм економічні й соціальні опції для формування лесбійської субкультури

З початком Другої світової жінок також приймали до армії, і на відміну від відсіву геїв, який діяв зі створення армії США, не існувало методів ідентифікації чи відсіву лесбійок; вони були введені поступово під час війни. Попри загальне ставлення до традиційних ролей жінок у 1930-х, у 1940-х незалежних і відважних жінок набирали безпосередньо в армію, а слабких жінок не заохочували. Жінки, які заперечували, що коли-небудь були закохані в іншу жінку, легко приймались службу. Сексуальна активність в армії була заборонена, і "синє звільнення" було майже неуникним, якщо жінка ідентифікувалася лесбійкою. Коли жінки знаходили одна одну, вони формувалися в тісні групи на базі, спілкувалися в клубах обслуговування та почали використовувати кодові слова. Гомосексуали в збройних силах свідомо чи підсвідомо відмовлялися ідентифікувати себе як геї чи лесбійки, а також ніколи не говорили про орієнтацію інших. Лесбійкам доводилося говрити обережно, іноді витрачаючи дні на те, щоб досягти загального розуміння, не запитуючи та не заявляючи нічого відкрито. Тим часом жінок тилу агресивно закликали зайняти роботу в промисловості, і підвищена мобільність, гнучкість та незалежність багатьох жінок під час і після війни дозволили жінкам жити без чоловіків, що ще більше сформувало лесбійські мережі та середовище.

## 1970-ті

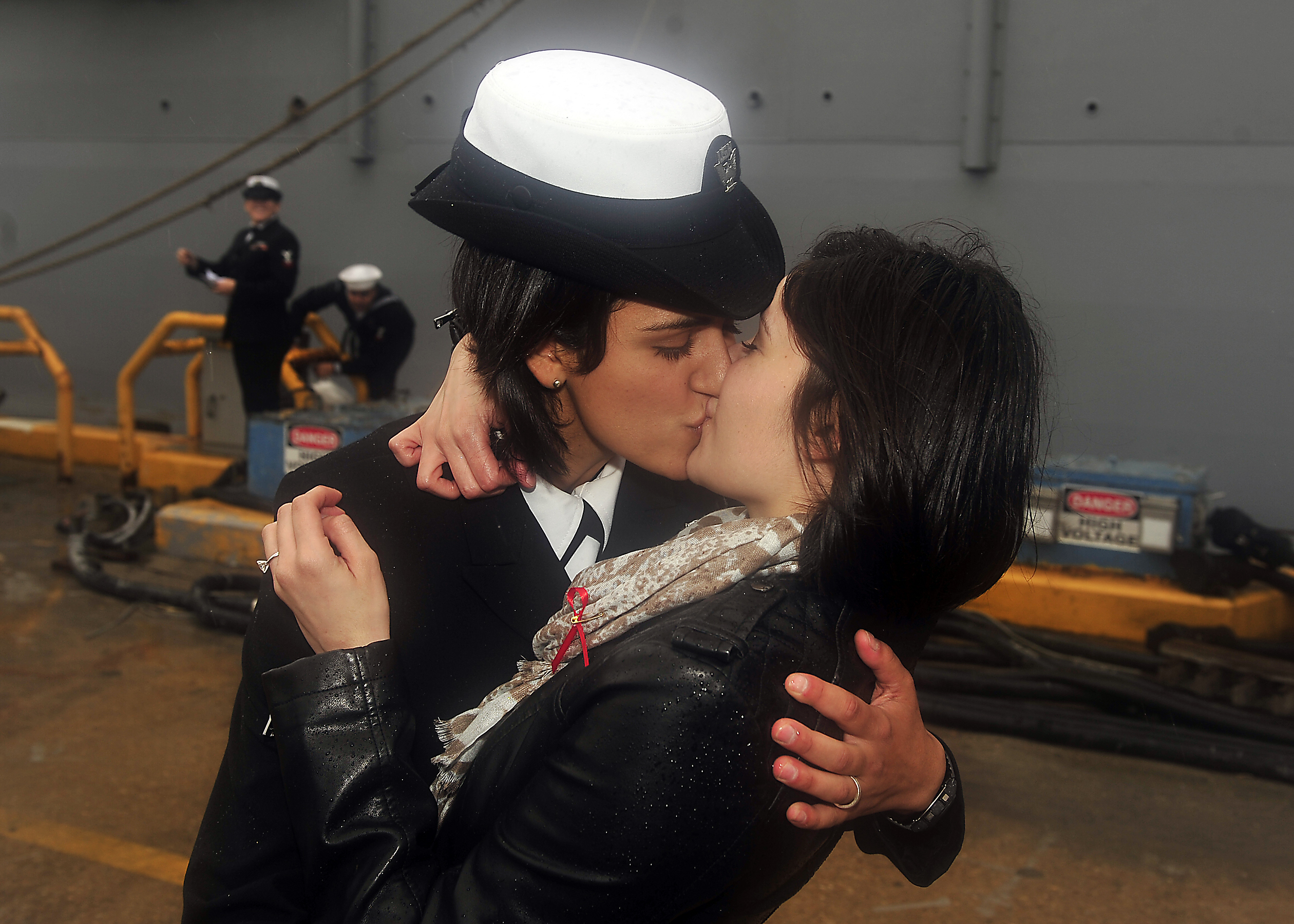
ВМС США, жіноча пара публічно цілується при зустрічі

Стоунволлські бунти 1969 року, відповідь ЛГБТ-спільноти на поліцейське насильство в Нью-Йорку, почала буч-лесбійка Сторме ДеЛарвері, вдаривши поліціянта, який вдарив її по голові, і закликавши натовп: «Чому ви, хлопці, не робите щось?». Широко вважається, що ці заворушення становлять найважливішу подію, що призвела до руху за визволення геїв і лесбійок у США, і одну з найважливіших подій у сучасній боротьбі за права ЛГБТ у США та всьому світу.
15 грудня 1973 року Американська психіатрична асоціація майже одноголосно вилучила гомосексуальність зі списку психічних розладів, включеного до DSM. Це відбулося після трьох років протестів активістів та активісток визволення геїв та лесбійок та серйозних конфліктів у групі з питань гомосексуальності в 1970 році.
У 1974 р. Кеті Козаченко стала першою кандидаткою в США, яка балотувалась, відкрито визнавши себе лесбійкою. Однак це досягнення в історії ЛГБТ приписали політику Сан-Франциско Гарві Мілку.
У 1974 році Морін Колкхун стала першою лесбійською депутаткою від Лейбористської партії у Великій Британії. До обрання вона перебувала у гетеро-шлюбі.

### Політичне лесбійство
Політичне лесбійство виникло наприкінці 1960-х серед радикальних феміністок другої хвилі як спосіб боротьби з сексизмом та примусовою гетеросексуальністю (Есе Адрієнн Річ «Примусова гетеросексуальність та існування лесбійок»). Шейла Джеффріс розробила концепцію політичного лесбійства, написавши в співавторстві з Лідською революційною феміністською групою "Love Your Enemy? The Debate Between Heterosexual Feminism and Political Lesbianism". Вони стверджували, що жінки повинні відмовитись від підтримки гетеросексуальності та припинити спати з чоловіками, заохочуючи жінок позбутися чоловіків «з ліжок та голови». Хоча головна ідея політичного лесбійства полягає в окремості від чоловіків і не обов'язково означає, що політичні лесбійки повинні спати з жінками; дехто вирішує бути безшлюбною або визнати себе асексуальною. Гетеросексуальна поведінка розглядалася як основна одиниця політичної структури патріархату, тому лесбійки, які відкидають гетеросексуальну поведінку, порушують усталену політичну систему. До лесбійок, які визнали себе «політичними», належать Ті-Грейс Аткінсон, Джулі Біндель, Шарлотта Бач, Івон Рейнер та Шейла Джеффріс.

### Лесбійський фемінізм
Лесбійський фемінізм, найбільш впливовий з середини 1970-х до середини 1980-х (переважно в Північній Америці та Західній Європі), заохочує жінок спрямовувати свої сили на інших жінок, а не на чоловіків, і часто виступає за лесбійські стосунки та практики як за логічний результат фемінізму. Деякі ключові мислительки та активістки лесбійського фемінізму: Шарлотта Банч, Ріта Мей Браун, Адрієнн Річ, Одрі Лорд, Мерилін Фрай, Мері Дейлі, Шейла Джеффріс та Монік Віттіг (хоча остання частіше асоціюється з появою квір теорії). До середини 1970-х лесбійки по всьому світу публікували особисті історії. На додаток до оповідань, видавалися біографії письменниць-лесбійок, які були втрачені в історії, шукаючи приклади, ким вони були і як з'явилася їх спільнота. Багато жінок з Руху за визволення геїв і лесбійок відчували розчарування через домінування в русі чоловіків і створювали окремі організації. Дехто, відчуваючи нездоланні гендерні відмінності між чоловіками та жінками, розвинули напрямок «лесбійського сепаратизму», на який вплинули такі праці, як книга Джіл Джонстон «Лесбійські нації» 1973 року. З часом розбіжності між різними ідеологіями в питаннях жіночої сексуальності та фемінізму стали надбурхливими і відомими як феміністичні секс-війни. Головні розбіжності полягали, зокрема, у поглядах на садомазохізм, проституцію і трансгендерність та лесбійство.
«Лесбійські месниці» почали свою діяльність у Нью-Йорку в 1992 році як «група прямих дій, яка зосереджувалась на питаннях, життєво важливих для виживання лесбійок та видимості». Десятки інших груп швидко з'явились по всьому світі, дещо розширивши свою місію, включивши питання статі, раси та класу. Репортерка Newsweek Елоїза Салхольц, яка висвітлювала прайд 1993 року у Вашингтоні, вважала, що Лесбійські Месниці стали настільки популярними, оскільки були засновані в момент, коли лесбійки втомилися працювати над такими проблемами, як СНІД та аборти, в той час як власні проблеми спільноти не вирішувались. Найголовніше, лесбійки були розчаровані невидимістю в суспільстві в цілому та стиранням лесбійок і мізогінією у ЛГБТ-спільноті.

## Перевідкриття та консолідація лесбійської історії
Багато активісток у XXI столітті намагаються підвищити популярність історії лесбійок та активісток, які її відроджували. Вони доводять, що історія ЛГБТК+ не настільки представлена, як інші рухи за громадянські права. Також спостерігається посилений рух за видимість ЛГБТК+ у шкільних програмах. Виключення ЛГБТК-спільноти та її історії (зокрема й лесбофобія) є одним із найпотужніших факторів, що сприяють гомофобії, гетеросексизму та дискримінації тих, хто є частиною ЛГБТ-спільноти в школах.